# Paola Falchi
Pour les articles homonymes, voir Falchi.
Paola Falchi, née le 21 septembre 1940 à Rome dans la région du Latium, est une mannequin, actrice et chanteuse italienne, lauréate du concours Miss Italie en 1958.

## Biographie
Née à Rome en 1940, elle est couronnée Miss Italie à Stresa en 1958. Elle représente l'Italie lors du concours Miss Monde l'année suivante tout en faisant ses débuts comme actrice au cinéma dans la comédie Ciao, ciao bambina! (Piove) de Sergio Grieco et comme chanteuse avec le titre Bimba. Au début des années 1960, elle apparaît au cinéma dans des rôles secondaires ou de figurations et poursuit sa carrière dans l'univers de la chanson. Elle se retire du monde du divertissement en 1971.

## Filmographie

### Au cinéma
- 1959 : Ciao, ciao bambina! (Piove) de Sergio Grieco
- 1960 : Sanremo - La grande sfida de Piero Vivarelli
- 1960 : La Reine des Amazones (La regina delle Amazzoni) de Vittorio Sala
- 1961 : Le ambiziose d'Antonio Amendola
- 1961 : Les Vierges de Rome (Le Vergini di Roma), de Carlo Ludovico Bragaglia et Vittorio Cottafavi
- 1961 : Then There Were Three d'Alex Nicol
- 1962 : Marco Polo (L'avventura di un italiano in Cina) de Piero Pierotti et Hugo Fregonese
- 1963 : Les Vierges de Jean-Pierre Mocky

#### A la télévision
- 1960 : Giallo club - Invito al poliziesco, épisode Un giorno prima

## Récompenses et distinctions
- Miss Italie 1958.